# Live in Bayern
Live in Bayern ist ein 1981 erschienenes Album des Jazzrock-Gitarristen Volker Kriegel und seiner Band Mild Maniac Orchestra. Es wurde im Dezember 1980 im Rahmen eines Konzerts im Münchener Club Marienkäfer aufgenommen und enthält sechs von Kriegel bzw. Hans Peter Ströer geschriebene Stücke, die nicht auf Studioveröffentlichungen der Band zu finden sind. Live in Bayern war Kriegels letzte Veröffentlichung beim Label MPS und gleichzeitig die letzte Platte, die unter dem Namen Mild Maniac Orchestra erschien, auch wenn an dem Folgealbum Journal unter anderen auch die Mitglieder des Mild Maniac Orchestra beteiligt waren.

## Track-Liste
1. Some Adrenalin (8:39)
2. Resonance (6:44)
3. Remember House-Boat (2:30)
4. Sketch Book, Page 4 (6:24)
5. One Last Look, and You’ll Be Gone (6:54)
6. Munich on My Mind (5:30)

Die Stücke 1–4 wurden von Volker Kriegel komponiert, 5 und 6 von Hans Peter Ströer.

## Covergestaltung
Das Albumcover zeigt ein Foto der Band an der Ecke des Marienkäfer am Ende der Schlange am Eingang des Clubs. Das Foto wurde vom Hamburger Fotografen Bodo Dretzke aufgenommen.

## Kritik
Das „viel beachtete“ Album (Martin Kunzler) konnte die Jazzkritiker nur teilweise überzeugen, insbesondere im Vergleich zum Vorgängeralbum Long Distance, an dem jenseits des Mild Maniac Orchestra Gastmusiker beteiligt waren:

„Kompositorisch ausgelaugt, bieder im Arrangement und eher dünn in der Ausführung präsentiert sich die Kriegel Band 1981. Im Vergleich zur 1978-LP mit Ack van Rooyen und Wolfgang Schlüter, die neue belebende Akzente zu setzen wussten, rangiert vorliegende Scheibe einige Qualitätsklassen tiefer. (...) größtes Manko scheint eine fehlende kompositorische Phantasie zu sein.“